# Aloe hildebrandtii
Aloe hildebrandtii é uma espécie de liliopsida do gênero Aloe, pertencente à família Asphodelaceae.